# ZAKSA Kędzierzyn-Koźle
ZAKSA Kędzierzyn-Koźle är en volleybollklubb (herrar) från Kędzierzyn-Koźle, Polen. Klubben grundades 1994 och spelar i PlusLiga (högsta serien i Polen). De har blivit polska mästare åtta gånger (1997–98, 1999–2000, 2000–01, 2001–02, 2002–03, 2015–16, 2016–17 och 2018–19) och vunnit polska cupen åtta gånger (1999–2000, 2000–01, 2001–02, 2012–13, 2013–14, 2016–17, 2018–19 och 2020–21). På Europanivå har de vunnit CEV Champions League tre gånger (2020-21, 2021-22 och 2022-2023) och nått final i CEV Cup en gång (2010-11).